# Larry Laudan
Laurence Laudan, detto Larry (Austin, 16 ottobre 1941 – 23 agosto 2022), è stato un filosofo statunitense.
Era un esperto di filosofia della scienza.

## Biografia
Originario del Texas, dopo essersi laureato in fisica nel 1962 all'Università del Kansas, nel 1965 ricevette il titolo di Philosophiae Doctor all'Università di Princeton con una dissertazione sulle teorie riguardanti il metodo scientifico.
Insegnò in Gran Bretagna per alcuni anni e nel 1969 si trasferì all'University of Pittsburgh, dove fondò il dipartimento di Storia della filosofia della scienza, diventando al contempo direttore del centro per la filosofia della scienza per il periodo 1978/1981.
In seguito fu docente al Virginia Polytechnic Institute and State University ed alla Università delle Hawaii.
Dal 2000 insegnò alla Universidad Nacional Autónoma de México.

## Il pensiero
Considerato  fra i principali esponenti dell'epistemologia neopragmatista, Larry Laudan ha dato un notevole apporto alla filosofia della scienza, soprattutto cercando di dare una soluzione al problema della demarcazione tra scienza e non-scienza.
Partendo da una critica ai concetti di paradigma (proprio di Thomas Kuhn) e di programma di ricerca (proprio di Imre Lakatos), ha proposto una soluzione con la definizione del concetto di tradizione di ricerca nel quale, in un certo senso, sono sintetizzati i due concetti precedenti e maggiormente sviluppati: secondo questa nuova concezione non sono le teorie ad entrare in crisi e ad essere sostituite quando subentra un numero eccessivo di anomalie (come avveniva nel pensiero di Kuhn), ma sono i programmi di ricerca, cioè i metodi con cui tali teorie venivano sviluppate.
Al contrario di Kuhn, inoltre, Laudan non nega la possibilità che più tradizioni di ricerca possano coesistere in un dato momento storico, eliminando l'eccessiva rigidità strutturale della teoria Kuhniana.
Un ulteriore apporto di Laudan alla filosofia della scienza è il suo modello reticolare della razionalità: nel tentativo di sottolineare come la razionalità sia connessa in modo imprescindibile all'abilità di raggiungere un accordo tra i tre livelli che compongono la scala giustificativa della scienza (i livelli delle teorie scientifiche, delle regole metodologiche e degli scopi), il filosofo sfrutta la metafora del reticolo per spiegare l'interdipendenza reciproca di ogni livello rispetto all'altro.